# 宮部万女
宮部 万女（みやべ まんじょ、生年不詳　-  天明8年6月5日（1788年7月8日））は江戸時代中期に活躍した上野国高崎藩出身の女流歌人。

## 生涯
同藩士宮部義正と結婚し冷泉為村の門に学ぶ。父母子三人共詠の歌集「三藻類聚」を出版した。
また彼女は平安文学にも親しみ「源氏物語」の「葵の巻」を浄書し、冷泉家に納めた。
こうしたこともあって当時の江戸時代の女性としては珍しく物語作者として活躍し、「木草物語」（全四巻）を著している。